# Rawasari (Trienggadeng)
Rawasari is een bestuurslaag in het regentschap Pidie Jaya van de provincie Atjeh, Indonesië. Rawasari telt 846 inwoners (volkstelling 2010).